# En film
En film er en dansk eksperimentalfilm fra 1969 med instruktion og manuskript af Peter Thorsboe og Mogens Lehn.

## Handling
Filmen er en stramt stiliseret reportage med satirisk undertone fra et mondænt gardenparty i ambassadeklassen. Dens metode er et spil mellem det man ser, og det man ikke ser, men i stedet forestiller sig. Kun ét par er med, man ser de samme to personer hele tiden, og kun dem, og i deres ansigter ser/gætter/forestiller man sig, hvem de hilser på, taler med, snakker om etc. på deres rundgang gennem partyet.